# District régional de Strathcona
Pour les articles homonymes, voir Strathcona.
Le District régional de Strathcona en Colombie-Britannique est situé au Sud-Ouest de la Province. Ce nouveau district résulte d'une réorganisation survenue en 2008, formant deux districts distincts à partir du district régional de Comox-Strathcona. Le district régional de Strathcona conserve 91,6 % de la superficie de l'ancien district, mais seulement 42,1 % de sa population. Le siège du district est situé à Campbell River, mais durant une période transitoire, la majeure partie des opérations administratives continuent de se tenir dans la ville de Courtenay, siège du district régional de Comox Valley.

## Routes Principales
Routes principales traversant Strathcona :